# Instytut Polski w Tbilisi
Instytut Polski w Tbilisi (gruz. პოლონური ინსტიტუტი თბილისში) – polska placówka kulturalna w stolicy Gruzji podlegająca Ministerstwu Spraw Zagranicznych RP.
Instytut Polski w Tbilisi utworzono 26 maja 2018. Jego oficjalne otwarcie nastąpiło 5 listopada 2018 przy udziale m.in. marszałka Sejmu Marka Kuchcińskiego oraz wicemarszałek Senatu Marii Koc. Podczas uroczystości powołania Instytutu otwarto Salę Sztuki i Literatury Polskiej im. Henryka Hryniewskiego w Bibliotece Narodowej Parlamentu Gruzji z księgozbiorem dotyczącym Polski i polskiej kultury oraz przestrzenią do prowadzenia lektoratów języka polskiego.

## Dyrektorzy
- 2018–2023 – Lech Kończak[4]
- od 2023 – Magdalena Wojdasiewicz[5]